# Nosy Varika (district)
Nosy Varika is een district van Madagaskar in de regio Vatovavy-Fitovinany. Het district telt 228.769 inwoners (2011) en heeft een oppervlakte van 3.925 km², verdeeld over 12 gemeentes. De hoofdplaats is Nosy Varika. Het district ligt aan de oostkust van Madagaskar.